# Snappy
Snappy（以前称Zippy）是Google基于LZ77的思路用C++语言编写的快速数据压缩与解压程序库，并在2011年开源。它的目标并非最大压缩率或与其他压缩程序库的兼容性，而是非常高的速度和合理的压缩率。使用一个运行在64位模式下的酷睿i7处理器的单个核心，压缩速度250 MB/s，解压速度500 MB/s。压缩率比gzip低20-100%。
Snappy广泛应用在Google的项目，例如BigTable、MapReduce和Google内部RPC系统的压缩数据。它可在开源项目中使用，例如Cassandra、Couchbase、Hadoop、LevelDB、MongoDB、RocksDB、Lucene、Spark和InfluxDB。解压缩时会检测压缩流中是否存在错误。Snappy不使用内联汇编并且可移植。

## 接口
Snappy的分发包括C++和C绑定。第三方提供的绑定和移植包括：
- C#
- Common Lisp
- Erlang
- Go
- Haskell
- Lua
- Java
- Node.js
- Perl
- PHP
- Python
- R
- Ruby
- Rust
- Smalltalk
- OpenCL[6][7]